# Gunturius glaber
 (octobre 2021).
Genre
Espèce
Gunturius glaber, unique représentant du genre Gunturius, est une espèce d'opilions laniatores à l'appartenance familiale incertaine.

## Distribution
Cette espèce est endémique de Java en Indonésie. Elle se rencontre sur le Guntur.

## Description
Le mâle syntype mesure 3 mm.

## Publication originale
- Roewer, 1949 : « Über Phalangodiden I. (Subfam. Phalangodinae, Tricommatinae, Samoinae.) Weitere Weberknechte XIII. » Senckenbergiana, vol. 30, p. 11–61.